# Pale Communion
Pale Communion is het elfde studioalbum van de Zweedse metalband Opeth.
Na Damnation en Heritage is Pale Communion het derde album waarop geen deathgrunts meer te horen zijn. Het is het eerste album waarop toetsenist Joakim Svalberg te horen is, zijn voorganger Per Wiberg verliet de band drie jaar eerder tijdens de opnames van Heritage en Svalberg was al sinds 2011 de live-toetsenist van Opeth. Het album stond binnen veertien dagen in de computer, ultrakort voor deze band. Dat had te maken met het feit dat ze het album opnamen in de drukbezette Rockfield Studios in plaats van "thuis" in Stockholm.
Fredrik Åkesson over het album. Het is melodieuzer dan de voorganger Heritage. Mikael Åkeson vond dat album qua muziek alle kanten op ging, dit album is meer richting de progressieve rock uit de jaren tachtig met voorbeelden als Dio en Michael Schenker Group. We wilden trouwens sowieso geen twee gelijke albums opnemen, vandaar wij (de band) Pale Communion zien als een logische ontwikkeling na Heritage. Op de vraag of de grunts ooit nog zouden terugkeren, kon Åkesson nog geen definitief antwoord geven.
Dit verhaal had tot gevolg dat Opeth op dit album werd vergeleken met Deep Purple, Camel, King Crimson (beginjaren) en de zang hier en daar met Crosby, Stills & Nash. Vanwege het veelvuldig gebruik van de mellotron ook wel met hun Zweedse collegae van Anekdoten.

## Musici

### Opeth
- Mikael Åkerfeldt – zang, gitaar, productie
- Fredrik Åkesson – gitaar, achtergrondzang
- Joakim Svalberg – piano, keyboard, achtergrondzang
- Martín Méndez – basgitaar
- Martin Axenrot – drums, percussie

### Andere betrokkenen
- Dave Stewart (bekend van Hatfield and the North) – strijkarrangement
- Tom Dalgety – productie
- Janne Hansson – productie
- Steven Wilson – mix, achtergrondzang
- Paschal Byrne – mastering
- Travis Smith – albumhoes

## Muziek
| Nr. | Titel                   | Duur  |
| --- | ----------------------- | ----- |
| 1.  | Eternal Rains Will Come | 6:43  |
| 2.  | Cusp of Eternity        | 5:35  |
| 3.  | Moon Above, Sun Below   | 10:52 |
| 4.  | Elysian Woes            | 4:47  |
| 5.  | Goblin (instrumentaal)  | 4:32  |
| 6.  | River                   | 7:30  |
| 7.  | Voice of Treason        | 8:00  |
| 8.  | Faith in Others         | 7:39  |

## Verkopen
Het album stond in flink wat albumlijsten, maar verdween vaak weer net zo snel als het gekomen was:
- Australië: 2 weken met een piek op 17
- Denemarken: 1 week met een piek op 13
- Duitsland: 3 weken met een piek op 3
- Finland: 9 weken met een piek op 1
- Frankrijk: 3 weken met een piek op 45
- Italië: 2 weken met een piek op 37
- Nederland: 2 weken met een piek op 23
- Nieuw-Zeeland: 1 week met een piek op 26
- Noorwegen: 3 weken met een piek op 5
- Oostenrijk: 3 weken met een piek op 11
- Spanje: 2 weken met een piek op 45
- Verenigd Koninkrijk: 2 weken met een piek op 14
- Verenigde Staten: hoogste positie 19
- Zweden: 3 weken met een piek op 3
- Zwitserland: 2 weken met een piek op 24

Opvallend daarbij was dat er voor het album geen notering in de Top 100 was weggelegd in de albumlijsten van België (zowel Vlaanderen als Wallonië).